# Eyvindr Skáldaspillir
Eyvindr Skáldaspillir (= der Skaldenverderber) (eigentlich Eyvindr Finsson; * um 920; † um 990 in Alstahaug) war ein norwegischer Skalde.

## Herkunft
Eyvind stammt mütterlicherseits vom norwegischen König Harald Schönhaar (resigniert 930, † 940) ab, dessen außereheliche Tochter Ingeborg mit dem Jarl Halfdan verheiratet war. Deren Tochter Gunhild Halfdansdotter – die Mutter Eyvinds – war mit Fin Skjalge – dem Vater Eyvinds – verheiratet.

## Leben
Sein Beiname wird darauf zurückgeführt, dass er viele Skalden dadurch schädigte, dass er sie plagiierte. Er wohnte in Sandnes in Helgeland. Hákonarmál ist das letzte große Fürstengedicht, das von einem Norweger überliefert ist. Nach Eyvinds Zeit waren es die Isländer, die das Fürstenlob dichteten.
Nach dem Tode Håkons des Guten geriet Eyvind in scharfen Konflikt mit Harald Gråfell und dessen Brüdern. Es sind Verse von ihm überliefert, in denen er die neuen Machthaber herabsetzt. Seine Freunde mussten beim König vermitteln, und er wurde dann der Skalde des neuen Königs Harald Gráfeldr. Es ist eine einzige Strophe zu Haralds Lobpreis von ihm überliefert, und dort lobt er ihn ausschließlich für seine kriegerische Tapferkeit, für nichts sonst.
Sein Sohn war Hårek von Tjøtta. Dieser spielte in der Zeit Olavs I. Tryggvason und Olavs Haraldsson eine wichtige Rolle.